# Shuna
Shuna (in lingua gaelica scozzese Siuna) è una delle isole Slate, situate ad est di Luing sulla costa occidentale della Scozia.

## Storia
Nel 1815 James Yates, nativo di Glasgow e residente a Woodville nel Devon, acquistò l'isola dal colonnello McDonald di Lynedale. Nel 1829 Yates lasciò in eredità l'isola ad un fondo di magistrati ed al consiglio comunale di Glasgow, con i profitti provenienti dalla tenuta che vennero divisi per i due quinti alla città, due quinti all'Università di Glasgow e un quinto alla Glasgow Royal Infirmary. Il lascito fu contestato dall'erede di Yates, che accettò 300 sterline dal fondo per ritirare la causa. I profitti provenienti dall'isola erano però scarsi, e il fondo la vendette nel 1911.
Il Castello di Shina fu costruito intorno al 1911; negli anni '80 cadde in rovina, in quanto i costi di manutenzione erano ingenti.
Diversamente dal resto delle isole Slate, Shuna non ha molta ardesia e storicamente veniva coltivata, anche se oggi è ricoperta di foreste. Vi sono diversi cairn nella parte meridionale e in quella occidentale dell'isola.
Nel XIX secolo la popolazione dell'isola ammontava a 69 persone, ma al censimento del 2001 Shuna fu una delle quattro isole scozzesi con una popolazione di solo una persona. L'isola è privata dal 1946, posseduta dalla famiglia Gully. Oggi è occupata da un contadino e dalla propria famiglia, che affittano quattro abitazioni come cottage per le vacanze; nel 2011 aveva una popolazione abitualmente residente di 3 persone.

## Fauna
L'isola ha una cospicua popolazione di cervi, lontre, foche comuni e grigie, focene e delfini.